# بازی واقعیت جایگزین

بازی واقعیت جایگزین (به انگلیسی: Alternate reality game) (مخفف: ARG)یک شبکه تعاملی است روایت که از دنیای واقعی به عنوان یک بستر استفاده می‌شود
و داستان‌سرایی چندرسانه‌ای را برای ارائه داستانی ارائه می‌دهد که می‌تواند توسط ایده‌های خوب یا عملکرد بازیکن تغییر کند.
فرم با درگیری شدید بازیکن با داستانی که در زمان واقعی اتفاق افتاده و با توجه به پاسخ بازیکنان تکمیل می‌شود، تعریف می‌شود. پس از آن، شخصیت‌هایش شکل می‌گیرند که به‌طور معمول توسط هوش مصنوعی کنترل می‌شوند، در مقابل با یک الگوریتم همان بازی ویدیویی رایانه ای یا کنسولی کنترل می‌شوند. بازیکنان به‌طور معمول با شخصیت‌های بازی مستقیم تربیت می‌شوند، چالش‌ها و معماران مبتلا به طرح که حل می‌کنند و به عنوان یک جامعه برای تجزیه و تحلیل داستان و هماهنگی فعالیت‌های زندگی واقعی و آنلاین می‌شوند. ARGها عموماً از چندرسانه ای مانند تلفن، ایمیل و نامه استفاده می‌شود اما به اینترنت به عنوان وسیله اتصال مرکزی متکی هستند.
محبوبیت ARG رو به افزایش است، به‌طور منظم بازی‌های جدید ظاهر می‌شوند و آزمایش می‌شوند با مدل‌ها و ژانرهای فرای جدید افزایش می‌یابد. آنها به‌طور آزادانه بازی را انجام می‌دهند، هزینه‌هایی را که از طریق پشتیبانی کننده محصولات (به عنوان مثال کارتهای کارت پازل قابل جمع‌آوری شهر پرفلکس) یا از طریق روابط بین تبلیغات با محصولات می‌توانند موجود شوند (به عنوان نمونه، بازی من زنبورها را دوست دارم یک تبلیغ برای هیلو ۲ بود، و بازی تجربه از دست رفته نمایش تلویزیونی لاست را تبلیغ می‌کرد). با این حال، مدل‌های پرداخت به بازی نیز وجود دارد.